# Eric Steinbach
Eric Steinbach (* 4. April 1980 in New Lenox, Illinois) ist ein ehemaliger US-amerikanischer American-Football-Spieler auf der Position des Guards. Er spielte für die Cleveland Browns und die Cincinnati Bengals in der National Football League (NFL).

## Spielerlaufbahn

### Collegekarriere
Eric Steinbach besuchte die Providence Catholic High School, wo er auch American Football spielte. Während seiner Schulzeit gewann seine Mannschaft dreimal in Folge die Staatsmeisterschaft. Nach seinem Schulabschluss studierte Steinbach von 1998 bis 2002 an der University of Iowa. 1998 stand er lediglich auf dem Trainingsfeld und wurde erst 1999 Bestandteil der Iowa Hawkeyes, der Footballmannschaft des Colleges. Noch im gleichen Jahr konnte er sich einen Platz als
Starter auf der Position eines Guards sichern, obwohl er, wie auf der High School, ursprünglich als Tight End spielen sollte. Nachdem er im Spieljahr 2000 mit zahlreichen Verletzungen zu kämpfen hatte, wurde er 2001 von den Trainern seiner Collegefootballliga zum All-Star gewählt. Nach der Saison 2002 erfolgte die Wahl zum All American und zum Offensive Lineman of the Year seiner Collegeliga.

### Profikarriere
Steinbach von den Cincinnati Bengals im Jahr 2003 in der zweiten Runde an 33. Stelle der NFL Draft ausgewählt. Er erhielt einen Vertrag mit einem Gehalt von 7,6 Millionen US-Dollar. Er wurde von den Bengals sofort als Starter zum Schutz von Quarterback Jon Kitna eingesetzt. Da die Bengals nach der Saison 2006 ihre Salary Cap erreicht hatten und sie Steinbach dadurch keinen besseren Vertrag anbieten konnten, unterschrieb er für die Saison 2007 einen Vertrag bei den Cleveland Browns. Der Vertrag hat eine Laufzeit von sieben Jahren und sichert Steinbach ein Gehalt von 49,5 Millionen US-Dollar zu. Auch bei den Browns konnte er sich sofort als Stammspieler etablieren. Nach der Saison 2011 wurde Steinbach von den Browns entlassen. Ein Versuch bei den Miami Dolphins Fuß zu fassen, scheiterte 2012 bereits in der Vorbereitung zur Regular Season.